# Струганина

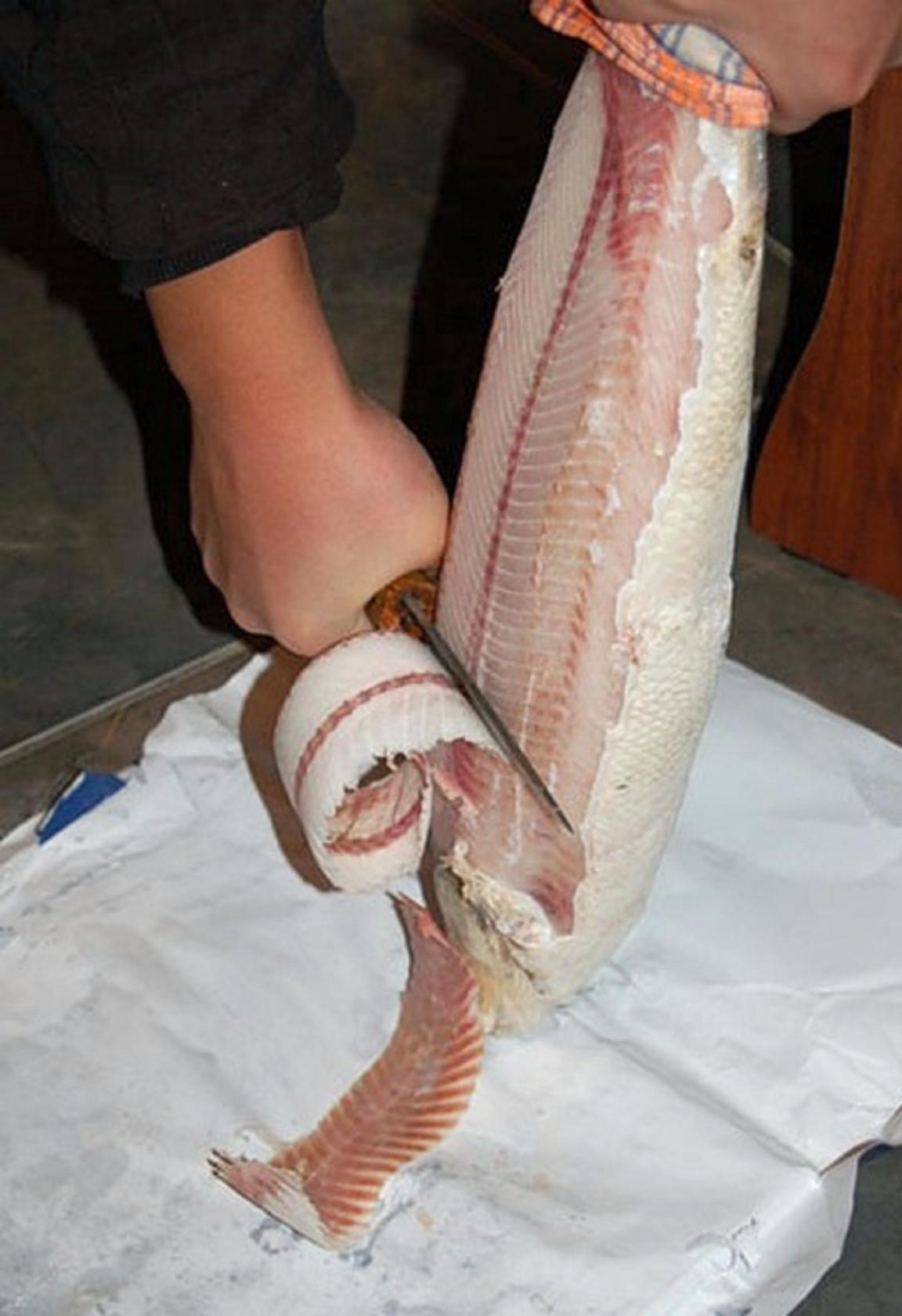
Виготовлення струганини

Стругани́на (рос. строгани́на, строгані́на) — спосіб приготування риби (рідше м'яса) заморожуванням у свіжому стані, так і сам рибний продукт у народів півночі Євразії (Росія).
Звичай заморожувати рибу (переважно сигових та лососевих порід) був поширений в багатьох народів на півночі Росії (від саамів до чукчів), в яких струганина є невід'ємним елементом харчування. Від них спосіб приготування і споживання був згодом перейнятий росіянами.
Струганина подається до столу в сирому, замороженому вигляді, нарізана скибочками («стружка»), звідси походить назва продукту.
Зрідка струганину готують також із м'яса, переважно оленини (м'яса північного оленя).
Споживання струганини північними народами мало й медичний аспект — через збідненість їжі струганина була засобом попередження деяких хвороб, наприклад цинги. Разом з тим, через струганину відбувається часто передача опісторхозу, що виводить території Об-Іртишського басейну на перше місце в світі по поширенню серед місцевого населення цього захворювання.